# باتريك بوني
باتريك بوني هو لاعب كرة قدم برازيلي في مركز الهجوم، ولد في 4 يناير 1994 في Rancharia ‏ في البرازيل. لعب مع نادي تومبينس.